# 钟亭乡
钟亭乡，是中华人民共和国四川省达州市万源市曾经下辖的一个乡。2020年6月，撤销钟亭乡，将其所属行政区域划归白果镇管辖。

## 行政区划
钟亭乡撤销前下辖以下地区：
三角丘村、堰塘坪村、松树门村、红沙梁村和庞家染村。